# Sjors Kramer
Sjors Kramer (Purmerend, Países Bajos, 19 de abril de 2000) es un futbolista profesional neerlandés que juega como defensa en el FC Volendam de la Eredivisie.

## Estadísticas

### Clubes
Actualizado al último partido disputado el 11 de febrero de 2022.
| Club                       | Div.          | Temporada     | Liga  | Liga  | Copas nacionales | Copas nacionales | Copas internacionales | Copas internacionales | Total | Total |
| Club                       | Div.          | Temporada     | Part. | Goles | Part.            | Goles            | Part.                 | Goles                 | Part. | Goles |
| -------------------------- | ------------- | ------------- | ----- | ----- | ---------------- | ---------------- | --------------------- | --------------------- | ----- | ----- |
| FC Volendam · Países Bajos | 2.ª           | 2020-21       | 1     | 0     | 0                | 0                | —                     | —                     | 1     | 0     |
| FC Volendam · Países Bajos | 2.ª           | 2021-22       | 6     | 0     | 0                | 0                | —                     | —                     | 6     | 0     |
| FC Volendam · Países Bajos | Total club    | Total club    | 7     | 0     | 0                | 0                | 0                     | 0                     | 7     | 0     |
| Total carrera              | Total carrera | Total carrera | 7     | 0     | 0                | 0                | 0                     | 0                     | 7     | 0     |